# ماساكي ساتو
ماساكي ساتو (باليابانية: 佐藤優樹 ) (و. 1999  م) هي مغنية يابانية، ولدت في هوكايدو، وهي عضوةٌ في مورنينغ موسومي (منذ 29 سبتمبر 2011).

## روابط خارجية
- ماساكي ساتو على موقع IMDb (الإنجليزية)
- ماساكي ساتو على موقع ميوزك برينز (الإنجليزية)
- ماساكي ساتو على موقع ديسكوغز (الإنجليزية)
- ماساكي ساتو على موقع قاعدة بيانات الفيلم (الإنجليزية)